# 櫛棘龍屬
櫛棘龍屬（學名：Ctenorhachis）意為「櫛狀棘」，是種已滅絕合弓綱動物，屬於盤龍目楔齒龍科。櫛棘龍是異齒龍的近親，但較為原始，而異齒龍、楔齒龍屬於較為進階的楔齒龍亞科（Sphenacodontinae）。
櫛棘龍生存於二疊紀早期，目前已經發現兩個標本，包含脊椎、骨盆，發現於美國德州貝勒郡與阿徹郡。正模標本是一些關節相連的脊椎，上有多條神經棘，但沒有異齒龍、切齒龍的神經棘長。櫛棘龍與異齒龍的骨盆非常類似。早期研究提出，櫛棘龍的短神經棘，可能代表兩性異形。但後來該研究人員反對這個理論。 